# 津河 (天津)

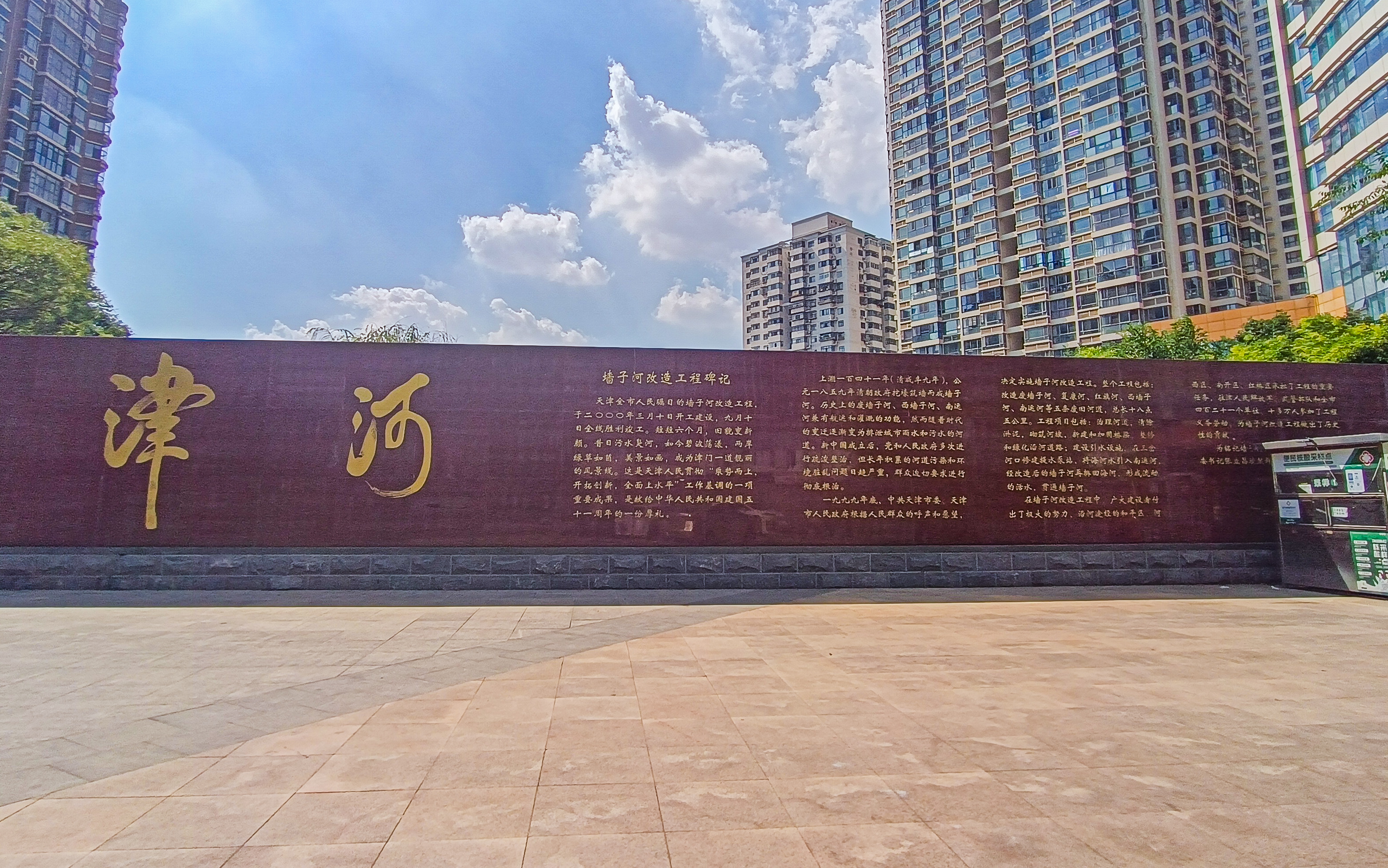
津河墙子河改造工程纪念碑

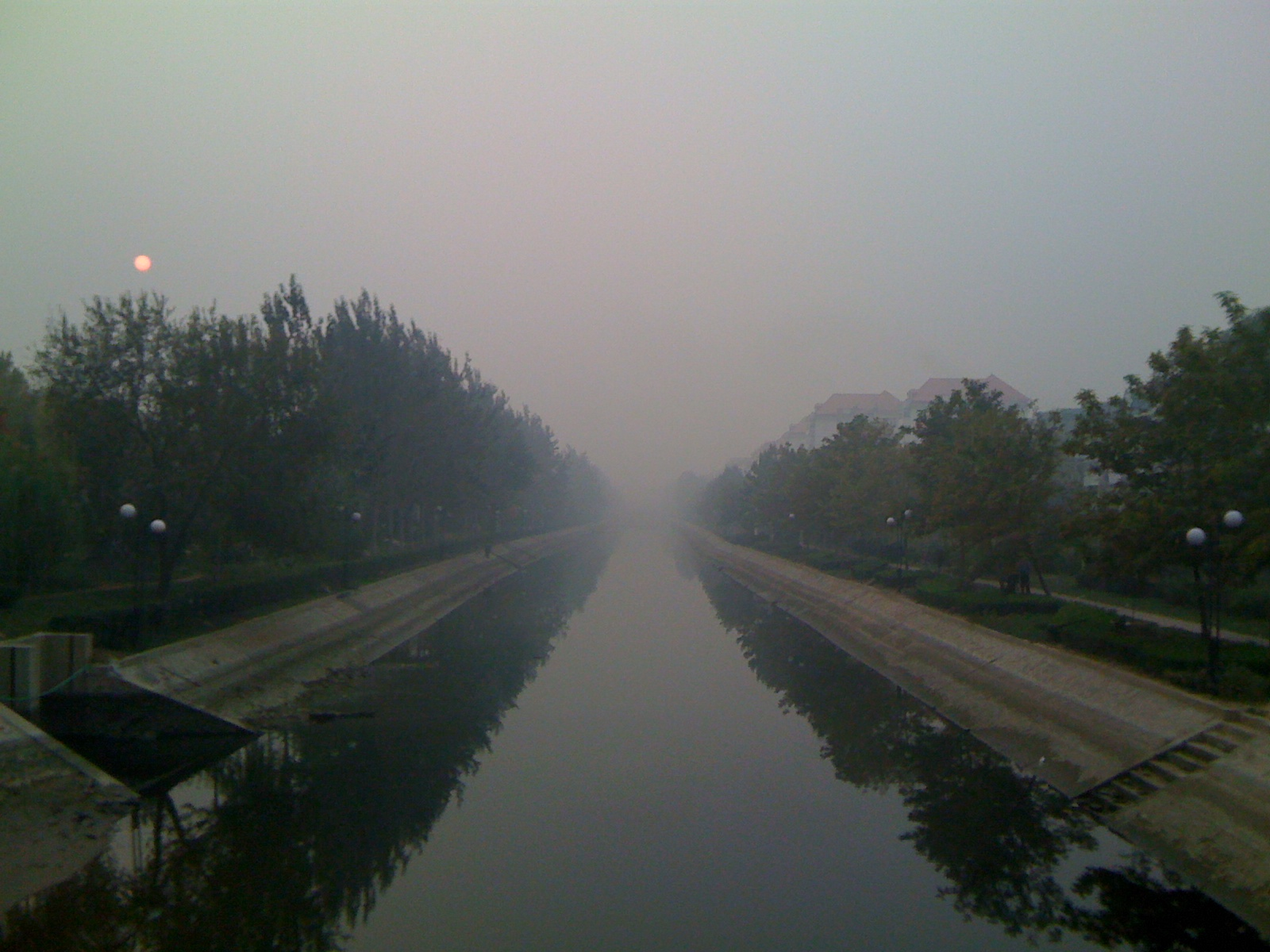
复康路沿岸河段

津河，位于中华人民共和国天津市主城区的一条景观河道，是2000年对原西墙子河、红旗河、复康河、废墙子河4条人工河道改造而成。津河起自南开区长虹街道水郡花园小区（原三元村）与红桥区芥园街道天津市人民医院之间，南运河右堤三元村涵闸，蜿蜒向南，至王顶堤立交桥折向东，流经和平区南部、河西区北部，于河西区下瓦房街道和挂甲寺街道之间，解放南路以西通过700米暗涵穿越解放南路和湘江道后于光华桥经泵站提升汇入海河干流，河长15.8千米。河道大致成“L”形。